# Trie-sur-Baïse
Trie-sur-Baïse – miejscowość i gmina we Francji, w regionie Oksytania, w departamencie Pireneje Wysokie.
Według danych na rok 1990 gminę zamieszkiwało 1011 osób, a gęstość zaludnienia wynosiła 90 osób/km² (wśród 3020 gmin regionu Midi-Pireneje Trie-sur-Baïse plasuje się na 335. miejscu pod względem liczby ludności, natomiast pod względem powierzchni na miejscu 1000.).